# Římskokatolická farnost Prušánky
Římskokatolická farnost Prušánky je jedno z územních společenství římských katolíků v hodonínském děkanství s farním kostelem sv. Isidora.

## Historie farnosti
Prušánky původně patřily do čejkovické farnosti. V roce 1712 byla v obci postavena kaple svatého Isidora. Ta sloužila čtyřicet let a pro zchátralost byla zbořena. na jejím místě byl postaven nový kostel se stejným zasvěcením, který byl vysvěcen 11. listopadu 1758. Stavba kostela byla ovšem založena na nepevném slínovitém podloží. Proto se časem objevily ve zdivu pukliny a kostel se začal pomalu rozjíždět. Kostel musel být tedy podepřen postupně sedmi pilíři. Roku 1880 byla loď kostela stažena železnými táhly a koruna zdiva zpevněna železobetonovým věncem. Kostel byl mnohokrát opravován. K nejzávažnějším stavebním zásahům došlo po druhé světové válce, ve které byl kostel poškozen dělostřelbou.

## Duchovní správci
Farářem je od 1. srpna 2013 R.D. Mgr. Ing. Vít Hába.

## Aktivity ve farnosti
Na 23. říjen připadá Den vzájemných modliteb farností za bohoslovce a bohoslovců za farnosti brněnské diecéze. Adorační den se koná 10. července.
Během bohoslužeb účinkuje schola sv. Isidora, funguje také lektorská služba.
Ve farnosti se pravidelně pořádá tříkrálová sbírka. V roce 2014 se při ní vybralo 48 980 korun, o rok později 61 151 korun. V roce 2016 se při sbírce vybralo 61 314 korun. 